# A helyes út
A helyes út (There Is No Other Way) a Született feleségek (Desperate Housewives) című amerikai filmsorozat harminckilencedik epizódja. Az Amerikai Egyesült Államokban először az ABC (American Broadcasting Company) adó sugározta 2006. március 12-én.

## Az epizód cselekménye
Carlos és Gabrielle végre rászánják magukat, hogy örökbe fogadjanak egy kisbabát, ám az ügynökségen Helen Rowland-be, John anyjába botlanak, aki bosszúból végérvényesen megakadályozza, hogy Solisék legális úton jussanak gyerekhez. Elérkezik Susan műtétjének napja, de Susan természetesen a kórházban is többszörösen bajba keveri saját magát. Először is ott van Dr. Ron törött karja, aztán a "Karl a férjem, vagyis az exférjem" jeligére hallgató zűrzavar, majd Mike felbukkanása a beteglátogatási időben.Tom nehezen tudja megemészteni, hogy Lynette a főnöke, és ez a családi nyugalmat is megkavarja. Lynette elmondja a többieknek is, hogy Bree komoly alkohol-problémával küzd, ezért a barátnők közösen szeretnének segíteni rajta. Andrew és Bree között ezalatt továbbra is dúl a háború, ám a fiú egyre aljasabb eszközöket vet be. Felicia Tilman visszaköltözik nővére házába, miközben Noah Taylor Paul életére tör, majd a férfi fogva tartásával kényszerít ki az unokájából a találkozót.

## Mellékszereplők
- Harriet Sansom Harris - Felicia Tilman
- Jay Harrington - Dr. Ron McCready
- Bob Gunton - Noah Taylor
- Nick Chinlund - Sullivan nyomozó
- Ryan Carnes - Justin
- Kathryn Harrold - Helen Rowland
- John Kapelos - Eugene Beale
- Bruce Jarchow - Samuel "Sam" Bormanis
- Deborah Theaker - Rhoda
- Dagney Kerr - Ruth Ann Heisel nővér
- Tim Monsion - Dr. Cunningham
- Tracy Burns - Recepciós
- Tanner Maguire - A fiatal Zach

## Mary Alice epizódzáró monológja
- A narrátor, Mary Alice monológja az epizód végén így hangzik (a magyar változat alapján):

„Így esett, hogy Bree van de Kamp végül megváltoztatta a heti beosztását. Továbbra is keddenként takarított, szerdánként a számláit rendezte és csütörtökön nagymosást végzett. De a péntekjei immár egy összejövetel miatt voltak foglaltak. Egy különleges összejövetel miatt, ahol olyan emberek elé állt ki, akiket nem ismert, és olyan dolgokat mondott, amikben nem hitt. Utána pedig, amikor hazaért, Bree megjutalmazta magát. Annak örömére, hogy egy újabb sikeres héten volt túl.”

## Epizódcímek szerte a világban
- Angol: There Is No Other Way (Nincs más út)
- Francia: Les chirurgiens, l'avocat, sa femme et son amant (A sebészek, az ügyvéd, a felesége és annak szeretője)
- Lengyel: Nie ma innego wyjścia (Nincs más út)
- Német: Der richtige Weg (A helyes út)